# Revelation of the Daleks
Revelation of the Daleks (La revelación de los Daleks) es el sexto y último serial de la 22ª temporada de la serie británica de ciencia ficción Doctor Who, emitido originalmente en dos episodios semanales del 23 al 30 de marzo de 1985. Fue el último serial de la serie clásica con episodios de 45 minutos, formato que no volvería hasta el regreso la serie en 2005.

## Argumento
La TARDIS ateriza en Necros, localización de la casa funeraria Reposo Tranquilo. Al Sexto Doctor le ataca un mutante que Peri mata. Antes de morir, el mutante le dice al Doctor que el Gran Curandero le utilizó para un experimento genético, y que su apariencia y hostilidad eran consecuencia de esos experimentos
En Tranquil Repose, un disc jockey toca canciones y chats para entretener a los que están en animación suspendida. Una pareja, Natasha y Grigory, han ingresado ilegalmente en Reposo Tranquilo, buscando al hombre que el Doctor está buscando: Arthur Stengos, el padre de Natasha. Al encontrar su cápsula de animación suspendida asignada, descubren que está vacía. Sorprendido, encuentran una habitación oscura llena de cerebros palpitantes y otros experimentos. Grigory pasa frente a una carcasa Glass Dalek con una criatura mutante roja dentro. Natasha se da cuenta de que es la cabeza de su padre, y está siendo metamorfoseado en Dalek.
Kara, quien posee una compañía que distribuye comida, es un peón del Gran Sanador, en realidad Davros. Para disolver este acuerdo, ella ha contratado al mercenario Orcini y su escudero, Bostock. Orcini acepta el contrato por el honor de matar a Davros.
Arthur Stengos, quien ahora es una cabeza de carne roja que crece sobre él, explica a Natasha y Grigory que los cerebros de todos en Reposo Tranquilo se están utilizando para metamorfosearse en nuevos mutantes Dalek. Él ordena a su hija que lo mate antes de que él mute por completo. Natasha lo hace, y luego ella y Grigory son capturados e interrogados por Takis y Lilt.
El Doctor y Peri son recibidos por el Sr. Jobel y su subordinado asistente Tasambeker. El Doctor envía a Peri con Jobel para conocer al DJ mientras investiga la situación. Orcini destruye a Dalek, y Davros es notificado. Está convencido de que Kara ha enviado asesinos, por lo que recurre a Daleks para llevársela. Mientras tanto, Tasambeker, quien ha sido coaccionado por Davros para espiar a Jobel, intenta advertir al Jefe Embalmer por su amor fuera de lugar. Cuando Jobel rechaza su oferta, Tasambeker lo apuñala fatalmente con una jeringa. Ella es luego exterminada por Daleks.
Los Daleks capturan al Doctor y lo arrojan a una celda con Natasha y Grigory, quienes son rescatados por Orcini. Davros aparece con un grupo de Daleks, y someten a Orcini y Bostock. Cuando traen a Kara, Orcini delata sus motivos a Davros, luego la apuñala hasta la muerte.
Natasha y Grigory no pueden destruir los cerebros que están programados para la metamorfosis y son asesinados por un Dalek. El Doctor le dice a Peri que salude la nave del Presidente. Al escuchar la transmisión, Davros ordena capturar a Peri. El Doctor se apresura a salvarla, pero también la atrapan. Ambos se encuentran en el laboratorio de Davros, donde revela que tiene un nuevo ejército de Daleks.
Daleks leales al Dalek Supremo llegan desde Skaro, llamados por Takis, que ahora se dan cuenta de lo que ha estado sucediendo. Takis lleva al gris Skaro Daleks al laboratorio de Davros, pero se encuentran con nachos y necros Daleks, que son leales solo a Davros. Mientras se produce la guerra entre los dos ejércitos Dalek, Davros queda atrapado en el fuego cruzado y su única mano utilizable es disparada. Los Daleks grises ganan y Davros es llevado a Skaro para enfrentar un juicio. Al enterarse de lo que Davros estableció en Necros, las fuerzas de Skaro deciden continuar controlando la demanda de alivio de hambre de la galaxia.
Orcini quiere detonar su bomba antes de que la nave de Davros se vaya y se niega a usar un temporizador. La nave Dalek despega antes de la explosión, pero el Doctor dice que Orcini murió por algo honorable: la destrucción de los nuevos Daleks de Davros.
Takis se queja con el Doctor de que todos están sin trabajo. El Doctor le dice que pueden cosechar las flores que crecen en el planeta y usarlas como una nueva fuente de alimento.

### Continuidad
Por primera vez se ve a Davros y los Daleks levitar a cierta distancia sobre el suelo. En la versión emitida, los ángulos de cámara elegidos no permitían ver con claridad si el Dalek volaba o no (algunos espectadores comentaron que la impresión era más la de un Dalek gigante que la de un Dalek levitando), así que la secuencia se rehízo para la publicación en DVD de la historia. Todas las historias posteriores de los Daleks hasta Victory of the Daleks también les muestra levitando.
Nunca se explica cómo Davros sobrevivió al virus Movellan que contrajo al final de Resurrection of the Daleks. Aunque Davros dice que logró escapar de la estación espacial por una cápsula de emergencia, no se hace mención a su estado.
El Doctor indica que tiene 900 años, la primera vez que menciona su edad desde la era del Cuarto Doctor, sugiriendo que para él han pasado aproximadamente 150 años desde ese periodo. En Alienígenas en Londres, el Noveno Doctor también dice que tiene 900 años, a pesar de que el Séptimo Doctor dijo que tenía 953 en Time and the Rani, tras lo cual seguiría toda su vida y la del Octavo Doctor.
La última palabra del Doctor se cortó del serial. Habría dicho "Blackpool", ya que la historia planeada The Nightmare Fair hubiera tenido lugar allí. Habría sido la primera historia de la siguiente temporada, obra del antiguo productor Graham Williams. Sin embargo, entonces el programa fue puesto en una cuarentena de 18 meses de descanso.

## Producción
| Episodio          | Fecha de emisión    | Duración | Espectadores en millones | Estado en el archivo  |
| ----------------- | ------------------- | -------- | ------------------------ | --------------------- |
| Episodio 1        | 23 de marzo de 1985 | 44:31    | 7,4                      | Cinta original en PAL |
| Episodio 2        | 30 de marzo de 1985 | 45:27    | 7,7                      | Cinta original en PAL |
| [ 1 ] [ 2 ] [ 3 ] |                     |          |                          |                       |

Eric Saward esquivó la política de la BBC que prohibía  a los editores de guiones crearse historias ellos mismos al escribir el guion durante un periodo de seis semanas entre contratos. Saward estaba de vacaciones en Rodas en ese tiempo, y muchos de los nombres (como Lilt y Orcini) vienen de lugares, productos y gente que encontró allí. Tasambeker recibió su nombre de un santo griego. La historia está ligeramente inspirada en el libro The Loved One, y en la información del DVD también se dice que Soylent Green fue otra influencia. Sin embargo, Eric Saward dijo en los comentarios del DVD que jamás había visto Soylent Green cuando escribió Revelation of the Daleks.
Eric Saward tuvo la idea de los trajes azules de "duelo" en Necros para ocultar el vestuario de Colin Baker, que consideraba inapropiado para una serie dramática, el máximo tiempo posible. Fragmentos de la historia se rodaron en las oficinas de IBM en Cosham, Portsmouth. Fue el último serial de Doctor Who en el que los exteriores se rodaron en celuloide y los interiores en video. A partir de The Trial of a Time Lord, la producción se hizo íntegramente en video. Colin Baker y Nicola Bryant aparecen íntegramente en celuloide en la primera parte y no tienen interacción con los actores que aparecen en los fragmentos en video.
También fue el último serial que utilizó los arreglos de la sintonía de Peter Howell que se había introducido en 1980. Tras la emisión de este serial, la BBC suspendió el trabajo en la serie por 18 meses. La producción se reanudó un año más tarde y el siguiente episodio se emitió en septiembre de 1986.